# Toutlemonde
Toutlemonde és un municipi francès situat al departament de Maine i Loira i a la regió de País del Loira. L'any 2007 tenia 1.096 habitants.

## Demografia

### Població
El 2007 la població de fet de Toutlemonde era de 1.096 persones. Hi havia 375 famílies de les quals 58 eren unipersonals (27 homes vivint sols i 31 dones vivint soles), 133 parelles sense fills, 180 parelles amb fills i 4 famílies monoparentals amb fills.
La població ha evolucionat segons el següent gràfic:
Habitants censats

### Habitatges
El 2007 hi havia 396 habitatges, 383 eren l'habitatge principal de la família, 7 eren segones residències i 6 estaven desocupats. 389 eren cases i 6 eren apartaments. Dels 383 habitatges principals, 306 estaven ocupats pels seus propietaris, 72 estaven llogats i ocupats pels llogaters i 5 estaven cedits a títol gratuït; 1 tenia una cambra, 6 en tenien dues, 32 en tenien tres, 92 en tenien quatre i 252 en tenien cinc o més. 341 habitatges disposaven pel capbaix d'una plaça de pàrquing. A 134 habitatges hi havia un automòbil i a 236 n'hi havia dos o més.

### Piràmide de població
La piràmide de població per edats i sexe el 2009 era:
| Homes | Edats   | Dones |
| ----- | ------- | ----- |
| 0     | 95 o +  | 0     |
| 0     | 90 a 94 | 4     |
| 4     | 85 a 89 | 0     |
| 4     | 80 a 84 | 0     |
| 0     | 75 a 79 | 8     |
| 8     | 70 a 74 | 24    |
| 28    | 65 a 69 | 20    |
| 20    | 60 a 64 | 4     |
| 8     | 55 a 59 | 16    |
| 40    | 50 a 54 | 40    |
| 36    | 45 a 49 | 44    |
| 36    | 40 a 44 | 28    |
| 32    | 35 a 39 | 32    |
| 40    | 30 a 34 | 48    |
| 28    | 25 a 29 | 20    |
| 40    | 20 a 24 | 20    |
| 40    | 15 a 19 | 48    |
| 24    | 10 a 14 | 28    |
| 28    | 5 a 9   | 44    |
| 36    | 0 a 4   | 44    |

## Economia
El 2007 la població en edat de treballar era de 733 persones, 589 eren actives i 144 eren inactives. De les 589 persones actives 558 estaven ocupades (316 homes i 242 dones) i 30 estaven aturades (9 homes i 21 dones). De les 144 persones inactives 76 estaven jubilades, 41 estaven estudiant i 27 estaven classificades com a «altres inactius».

### Ingressos
El 2009 a Toutlemonde hi havia 392 unitats fiscals que integraven 1.107 persones, la mediana anual d'ingressos fiscals per persona era de 17.641 €.

### Activitats econòmiques
Dels 21 establiments que hi havia el 2007, 1 era d'una empresa alimentària, 2 d'empreses de fabricació d'altres productes industrials, 6 d'empreses de construcció, 6 d'empreses de comerç i reparació d'automòbils, 1 d'una empresa d'hostatgeria i restauració, 1 d'una empresa financera, 2 d'empreses de serveis i 2 d'empreses classificades com a «altres activitats de serveis».
Dels 8 establiments de servei als particulars que hi havia el 2009, 2 eren tallers de reparació d'automòbils i de material agrícola, 2 guixaires pintors, 2 fusteries, 1 lampisteria i 1 perruqueria.
Dels 3 establiments comercials que hi havia el 2009, 1 era una botiga de menys de 120 m², 1 una fleca i 1 una botiga d'equipament de la llar.
L'any 2000 a Toutlemonde hi havia 30 explotacions agrícoles que ocupaven un total de 1.276 hectàrees.

## Equipaments sanitaris i escolars
El 2009 hi havia una escola elemental.

## Poblacions més properes
El següent diagrama mostra les poblacions més properes.